# Max Adler (Musiker)
Max Adler (* 29. September 1863 in Gajary; † 7. Dezember 1938 in Wien) war ein österreichischer Violinist, Violinpädagoge, Dirigent und Musikschriftsteller.

## Leben und Werk
Ersten Musikunterricht nahm Max Adler bei dem Organisten Janczy Banyar. Bereits als Kind kam Max Adler nach Wien. Hier war er Privatschüler im Fach Violine bei Jakob Dont. Nach eigenen Angaben nahm er auch Unterricht bei Anton Bruckner (Harmonie und Komposition) und bei Eduard Hanslick. Dieser Unterricht konnte bisher musikwissenschaftlich nicht nachgewiesen werden.
Ab 1890 trat er öffentlich, häufig auch in Wohltätigkeitskonzerten, auf. Ab 1898 war er Inhaber einer eigenen Musikschule in Wien.
Er gab zusammen mit Géza Horváth das Taschenbuch der modernen Klavier- und Violin-Literatur (1906) heraus. Er veröffentlichte die Skalen- und Akkord-Studien im Quintenzirkel für die Violine  (9 Bände, Universaledition).
Er gründete 1903 das Gremium der Musikschulen Wiens. Er wirkte als Vorstandsmitglied der Liga zur Erhaltung und Förderung der Musikliteratur.